# Interstate 5 em Washington
Interstate 5 em Washington (I-5) é uma estrada do estado de Washington que mede 445.18 km só no estado de Washington, estendo-se desde a fronteira com Oregon até a fronteira com o Canadá. Passando pelas cidades de Vancouver, Kelso, Chehalis, Centralia, Olympia, Tacoma, Seattle, Everett, Mount Vernon, e Bellingham, é a principal rota entre Portland e Vancouver.
É a única rodovia que atravessa Washington inteiro, além das rodovias estaduais Route 97 e Rote 395. O caminho é o mais movimentado do estado, cerca de 240.000 motoristas usam a estrada diariamente.  O segundo é mais movimentado I-405 com 201.000.